# De Eik
De Eik is een Belgische familiale investeringsmaatschappij met hoofdzetel in Dilbeek.
De Eik werd in 1971 opgericht door Piet Van Waeyenberge, wiens familie de investeringsmaatschappij nog steeds beheert. De maatschappij investeert in verschillende sectoren zoals dienstverlening, landbouw, handel en media. CEO van De Eik is Philippe Vandeurzen en voorzitter van de raad van bestuur is Titia Van Waeyenberge.